# Nikołaj Nenczew
Nikołaj Nenczew, bułg. Николай Ненчев (ur. 11 sierpnia 1966 w Jambole) – bułgarski prawnik i polityk, deputowany 43. kadencji, od 2014 do 2017 minister obrony.

## Życiorys
Ukończył studia prawnicze na Uniwersytecie Sofijskim im. św. Klemensa z Ochrydy. Od 1992 był członkiem władz Bułgarskiego Ludowego Związku Chłopskiego, pełnił funkcję prezesa związku młodych rolników. Od 1997 do 2002 pracował jako szef gabinetu politycznego wiceprezydenta Todora Kawałdżiewa. Był jednym z założycieli Stowarzyszenia Eurointegracja i wykładowcą Nowego Uniwersytetu Bułgarskiego. Zajął się również prowadzeniem własnej firmy prawniczej.
W 2008 po konflikcie z Georgim Pinczewem stanął na czele jednego z odłamów BZNS. W 2011 kandydował w wyborach prezydenckich, otrzymując w pierwszej turze 0,29% głosów. W 2013 był jednym ze współtwórców koalicyjnego Bloku Reformatorskiego. Z jego ramienia w przedterminowych wyborach parlamentarnych w 2014 uzyskał mandat posła do Zgromadzenia Narodowego 43. kadencji. 7 listopada 2014 powołany na urząd ministra obrony w drugim gabinecie Bojka Borisowa. Sprawował go do stycznia 2017.
W 2024 został pełniącym obowiązki ambasadora Bułgarii na Ukrainie.